# Malka (fiume)
Il Malka (in russo Малка; noto anche come Balyksu, dal caraciai-balcaro Балыкъ суу, Balıq suu, letteralmente "acqua torbida"; in cabardo Балъкъ, Balʾkʾ) è un affluente di sinistra del Terek lungo 210 km che scorre nella repubblica ciscaucasica della Cabardino-Balcaria, in Russia.

## Corso
Il Malka nasce circa 13 km a nord-est della vetta dell'Elbrus ad un'altitudine di circa 2400 m da una moltitudine di rami sorgentiferi che sgorgano dai ghiacciai del versante nord del massiccio montuoso ad altezze comprese tra 3000 e 3500 m. Scorre inizialmente attraverso una stretta valle rocciosa in direzione nord/nord-est, oltrepassa la cresta Skalisty («cresta rocciosa») del Grande Caucaso, svolta gradualmente verso est e raggiunge la pianura vicino al villaggio di Sarmakovo.
Per un tratto di quasi 50 km, il corso medio del fiume - che altrimenti scorre sempre all'interno del territorio della Cabardino-Balcaria - segna il confine con il limitrofo territorio di Stavropol'. Confluisce infine nel Terek presso l'insediamento di Priterečnyj, circa 20 km a est della città di Prochladnyj. La confluenza si trova al confine con la vicina repubblica dell'Ossezia Settentrionale-Alania.
L'unico affluente di una qualche importanza, che confluisce da destra a Prochladnyj, è il Baksan, che alla confluenza è significativamente più ricco di acque rispetto allo stesso Malka (in media oltre cinque volte di più). Degno di nota è il fiume Kura, che si diparte dal Malka sotto forma di biforcazione vicino al villaggio di Kuba (Cabardino-Balcaria) o di Stanica Marjinskaja (territorio di Stavropol') e dopo circa 150 km di percorso si perde nella regione arida tra il Terek e il Kuma («steppa dei Nogai»).

## Idrologia
Il bacino idrografico del Malka copre una superficie di 10000 km². La portata media a 28 km dalla foce è di 97,8 m³/s, cui il Baksan, che confluisce poco a monte, contribuisce per l'85%. Il congelamento invernale è irregolare: nel suo corso inferiore, il Malka gela per un periodo variabile da tre giorni a due mesi.

## Uso e infrastrutture
Il Malka non è navigabile. Le acque del suo corso inferiore vengono utilizzate per irrigare i terreni agricoli. A tal fine, una quantità ulteriore di acqua viene fornita al Malka attraverso il canale Baksan-Malka; il Malka alimenta a sua volta, ad esempio, il canale Malka-Kura e il canale Lenin, che si unisce al canale Terek-Kuma più a est.
Il corso superiore e medio del Malka, particolarmente rapido, è una meta popolare tra i canoisti.
Nel villaggio di Malka, che porta il suo nome, il fiume è attraversato dall'autostrada M29, che va da Rostov sul Don al confine con l'Azerbaigian; la linea ferroviaria per Vladikavkaz ne attraversa il corso inferiore a Prochladnyj.